# Zoothera turipavae
Zoothera turipavae — вид воробьиных птиц из семейства дроздовых.

## Распространение
Являются эндемиками Соломоновых островов в Тихом океане. Естественной средой обитания этих птиц являются субтропические или тропические влажные горные леса.

## Описание
Длина тела 20 см. Небольшие тёмно-серо-коричневые земляные дрозды. Нижняя сторона тела птицы покрыта пятнами грязно-белого цвета с более крупными и чёткими пятнами на животе. Клюв тёмный, длинные ноги тёмного рогового цвета.

## Охранный статус
МСОП присвоил виду охранный статус VU (Уязвимые виды).